# SvampeBob Firkant
SvampeBob Firkant (eng: "SpongeBob SquarePants") er en amerikansk animeret tv-serie primært lavet til og vist på kanaler, hvis målgruppe er børn, men som alligevel appellerer til et bredt publikum. Første pilotafsnit blev sendt d. 1. maj 1999 på Nickelodeon i USA, og det første egentlige afsnit blev sendt d. 24. juli 1999.
Serien er skabt af marinbiolog og animator Stephen Hillenburg og udspringer af produktionsmiljøet i tv-kanalen Nickelodeon. 
Serien udspiller sig på bunden af Stillehavet i og omkring den opdigtede by Bikini Bunden (Bikini Bottom). Her bor seriens hovedperson SvampeBob Firkant og hans venner, hvis eventyr serien handler om. SvampeBob er en havsvamp, der bor i en ananas sammen med sin hus-snegl Gary. Han arbejder på fiske-burgerbaren Den Knasende Krabbe (The Krusty Krab) med ejeren Eugene Krabbe. SvampeBobs bedste ven hedder Patrick. Sammen laver de mange sjove og skøre ting.
Seriens figurer bevæger sig i et meget humoristisk og underfundigt univers, som altid relaterer til havmiljøet. For eksempel bor hr. Krabbe (Eugene Krabbe) i et anker, og flere af figurerne har mærkelige hybridcykler med nærmest vandmøllehjul.

## Danske stemmer
Stemmerne bag figurene i den danske udgave er bl.a.:
- Jens Jacob Tychsen (SvampeBob Firkant)
- Søren Ulrichs (Patrick Søstjerne)
- Peter Zhelder (Blækvard Tentakkel)
- Nis Bank-Mikkelsen (Eugene Krabbe)
- Annette Heick (Sandy Egern)
- Torben Sekov (Sheldon J. Plankton)
- Vibeke Dueholm (Karen/Mrs. Puff)

I mindre roller
- Lars Thiesgaard
- Peter Røschke
- Mads M. Nielsen
- Michael Elo
- Esper Hagen
- Oliver Wilbur Simonsen

## Originale stemmer
I den originale version er bl.a.
- Tom Kenny (SvampeBob Firkant)
- Bill Fagerbakke (Patrick Søstjerne)
- Rodger Bumpass (Blækvard Tentakkel)
- Clancy Brown (Eugene Krabbe)
- Carolyn Lawrence (Sandy Egern)
- Doug Lawrence (Plankton)
- Jill Talley (Karen)
- Lori Alan (Pearl)
- Mary Jo Carlett (Mrs. Puff)
- Sirena Irwin (SvampeBobs moder, Margaret og Hr. Krabbes moder, Betsy)

## Ekstern henvisning
- Wikimedia Commons har flere filer relateret til SvampeBob Firkant
- SvampeBob Firkant på Internet Movie Database (engelsk) - rolle
- SvampeBob Firkant på Internet Movie Database (engelsk)
- SvampeBob Firkant på AllMovie (engelsk)
- SvampeBob Firkant hos British Film Institute (engelsk)
- SvampeBob Firkants profil hos Encyclopædia Britannica Online (engelsk)
- SvampeBob Firkant på Rotten Tomatoes (engelsk)
- SvampeBob Firkant på Metacritic (engelsk)
- SvampeBob Firkant på Filmaffinity (engelsk)
- SvampeBob Firkant på Netflix (engelsk)
- SvampeBob Firkant hos Behind The Voice Actors (engelsk)
- SvampeBob Firkant hos The Movie Database (engelsk)

| Fjernsyn | Spire Denne artikel om et tv-program er en spire som bør udbygges. Du er velkommen til at hjælpe Wikipedia ved at udvide den. |

1. ↑  Navnet er anført på engelsk og stammer fra Wikidata hvor navnet endnu ikke findes på dansk.
2. ↑  Navnet er anført på engelsk og stammer fra Wikidata hvor navnet endnu ikke findes på dansk.